# Cynorkis cordemoyi
Cynorkis cordemoyi là một loài thực vật có hoa trong họ Lan. Loài này được Frapp. ex Cordem. mô tả khoa học đầu tiên năm 1895.